# Sally Pressman
Sally Pressman Bernstein (New York, 1º agosto 1981) è un'attrice e ballerina statunitense conosciuta principalmente per il ruolo di Roxy LeBlanc nella serie televisiva Army Wives - Conflitti del cuore.
È nata a New York City, figlia di Penny Ann Pressman e Jonathan Bernstein. La madre ha studiato belle arti e teatro alla Brandeis University ed è stata impiegata presso la casa d'aste Christie. Il padre è avvocato e intermediario. In ambito professionale non usa il nome Sally Bernstein, preferendo il cognome da nubile della madre. Ha un fratello ed il suo nonno materno è stato un famoso creatore di giocattoli.
Da bambina ha frequentato la scuola femminile Spence School a New York. Ha avuto una formazione di ballerina classica ed ha fatto parte della Manhattan Ballet Company. Si è laureata in studi teatrali presso l'Università di Yale.
Ha cominciato a recitare quando era ancora studentessa per poi partecipare a diverse serie televisive, tra cui Shark - Giustizia a tutti i costi, Criminal Minds, La complicata vita di Christine, Scandal, C'era una volta, Grey's Anatomy.

## Vita privata
Il 17 settembre 2011 ha sposato il fidanzato di lunga data David Clayton Rogers. La coppia ha vuto un figlio il 10 aprile 2013 ed una figlia l'8 settembre 2018.

## Filmografia

### Cinema
- La ragazza del mio migliore amico (My Best Friend's Girl), regia di Howard Deutch (2008)
- 400 giorni (400 Days), regia di Matt Osterman (2015)

### Televisione
- Shark - Giustizia a tutti i costi (Shark) – serie TV, episodio 1x01 (2006)
- Criminal Minds – serie TV, episodio 3x11 (2007)
- Army Wives - Conflitti del cuore (Army Wives) – serie TV, 105 episodi (2007-2013)
- La complicata vita di Christine (The New Adventures of Old Christine) – serie TV, episodio 3x05 (2008)
- Cose da uomini (Man Up!) – serie TV, episodio 1x10 (2011)
- Scandal – serie TV, 3 episodi (2013)
- Person of Interest – serie TV, episodio 3x13 (2014)
- Grey's Anatomy – serie TV, 3 episodi (2014)
- C'era una volta (Once Upon a Time) – serie TV, episodio 4x07 (2014)
- Major Crimes – serie TV, episodio 4x09 (2015)
- Girls – serie TV, episodio 5x05 (2016)
- The Catch – serie TV, episodi 1x09-1x10 (2016)
- Pure Genius – serie TV, episodio 1x13 (2016)
- Younger – serie TV, 6 episodi (2016-2018)
- 9JKL – serie TV, episodio 1x01 (2017)
- iZombie – serie TV, episodio 3x02 (2017)
- Reverie – serie TV, episodio 1x06 (2018)
- Tredici (13 Reasons Why) – serie TV, episodio 2x11 (2018)
- Good Girls – serie TV, 10 episodi (2018-2021)
- Giorno per giorno (One Day at a Time) – serie TV, episodio 4x01 (2020)
- Acapulco – serie TV, episodio 1x01 (2021)
- Just Beyond – serie TV, episodio 1x04 (2021)
- Nancy Drew – serie TV, 4 episodi (2023)

## Doppiatrici italiane
Nelle versioni in italiano delle opere in cui ha recitato, Sally Pressman è stata doppiata da:
- Federica De Bortoli in Army Wives - Conflitti del cuore, Scandal, The Catch
- Antonella Rinaldi in Person of Interest
- Chiara Colizzi in Grey's Anatomy